# Tórshavn község

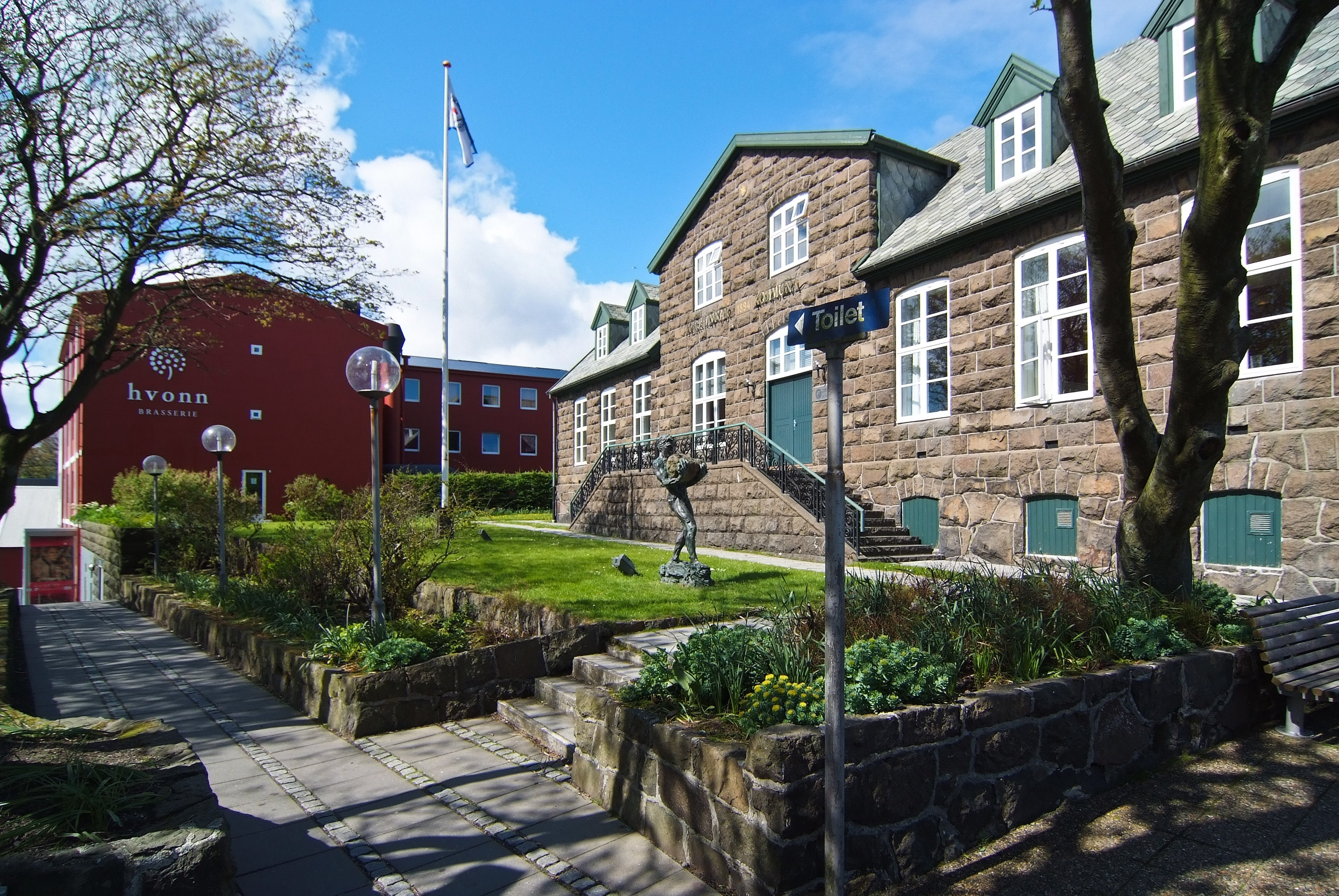
A tórshavni városháza

Tórshavn község (feröeriül: Tórshavnar kommuna) egy község Feröeren. Streymoy sziget déli részét, valamint Hestur, Koltur és Nólsoy szigeteket foglalja magába. A Kommunusamskipan Føroya önkormányzati szövetség tagja.
A tórshavni városháza 1894-ben épült feröeri bazaltból. 1955-ig iskola működött benne. Az 1970-es évek közepén felújították, és irodákat alakítottak ki benne.

## Történelem
A község 1866. február 16-án alakult meg, és Tórshavn azóta Feröer fővárosa. Azóta számos település csatlakozott hozzá:
- 1977. január 1-jén csatolták hozzá Kaldbak községet.[6][7]
- 1978-ban a Tórshavni városkörnyék községből kiválva csatlakozott hozzá Hoyvík és Hvítanes.[8]
- 1997. január 1-jén csatolták hozzá Argir községet.[9]
- 2001. január 1-jén csatolták hozzá Kollafjørður községet[10]
- 2005. január 1-jén csatolták hozzá Hestur, Kirkjubøur és Nólsoy községeket.

## Önkormányzat és közigazgatás

### Települések
| Település             | Népesség | Mióta a község része | Előző község                  | Megjegyzés                          |
| --------------------- | -------- | -------------------- | ----------------------------- | ----------------------------------- |
| Argir                 | 2364     | 1997. január 1.      | Argir község                  | Tórshavnnal egybenőtt település     |
| Hestur                | 19       | 2005. január 1.      | Hestur község                 |                                     |
| Hoyvík                | 4367     | 1978                 | Tórshavni városkörnyék község | Tórshavnnal egybenőtt település     |
| Hvítanes              | 109      | 1978                 | Tórshavni városkörnyék község |                                     |
| Kaldbak               | 252      | 1977. január 1.      | Kaldbak község                |                                     |
| Kaldbaksbotnur        | 9        | 1977. január 1.      | Kaldbak község                |                                     |
| Kirkjubøur            | 88       | 2005. január 1.      | Kirkjubøur község             |                                     |
| Kollafjørður          | 818      | 2001. január 1.      | Kollafjørður község           |                                     |
| Koltur                | 0        | 2005. január 1.      | Hestur község                 |                                     |
| Mjørkadalur           | 0        | 1977. január 1.      | Kaldbak község                | dán katonai bázis                   |
| Nólsoy                | 234      | 2005. január 1.      | Nólsoy község                 |                                     |
| Norðradalur           | 9        | 1997. január 1.      | Argir község                  |                                     |
| Oyrareingir           | 42       | 2001. január 1.      | Kollafjørður község           |                                     |
| Signabøur             | 145      | 2001. január 1.      | Kollafjørður község           |                                     |
| Sund                  | 1        | 1977. január 1.      | Kaldbak község                |                                     |
| Syðradalur (Streymoy) | 10       | 1997. január 1.      | Argir község                  |                                     |
| Tórshavn              | 14038    | 1866                 | –                             | Feröer fővárosa, a község székhelye |
| Velbastaður           | 243      | 2005. január 1.      | Kirkjubøur község             |                                     |

### Polgármesterek
- Annika Olsen (2017-)
- Heðin Mortensen (2005 – 2008/2009 – 2016)[12][13]
- Jan Christiansen (2001–2004)
- Leivur Hansen (1997–2000)
- Lisbeth L. Petersen (1993–1996)[14][15]
- Poul Michelsen (1981–1992)[16]
- Petur Christiansen (1972–1980)
- Kjartan Mohr (1971)
- Hanus við Høgdalsá (1970)
- Peter F. Christiansen (1968–1969)
- Sigfried Skaale (1958–1967)
- Johan Pauli Henriksen (1952–1957)
- Kjartan Mohr (1949–1951)
- Johan Pauli Henriksen (1944–1948)
- Mads A. Jacobsen (1933–1944)
- Johannes O. Joensen (1929–1932)
- Valdemar Lützen (1925–1928)
- H. C. W. Tórgarð (1923–1924)
- Anton Fr. Degn (1921–1922)
- Søren Emil Müller (1913–1920)
- Mads Andreas Winther (1909–1912)[17]

## Népesség
| Év              | Lakosság |
| --------------- | -------- |
| 1986. január 1. | 13 645   |
| 1991. január 1. | 14 658   |
| 1996. január 1. | 13 773   |
| 2001. január 1. | 17 724   |
| 2006. január 1. | 19 295   |